# Johann Wilhelm Meigen
Johann Wilhelm Meigen (Solingen, 3 maggio 1764 – Stolberg, 11 luglio 1845) è stato un entomologo tedesco, famoso per i suoi studi pionieristici sui Ditteri.
A lui si deve la prima descrizione della Drosophila melanogaster, uno degli organismi modello più studiati nella genetica. 

## Opere
- Meigen, J. W., 1804., Klassifikazion und Beschreibung der europäischen zweiflügeligen Insekten  Part 1, in English, Systematic description of the known European two-winged insects. Reichard, Braunschweig [= Brunswick]
- Meigen, J. W., 1820, Systematische Beschreibung der bekannten europäischen zweiflügeligenInsektenPart 2 F.W. Forstmann, Aachen.

| Meigen è l'abbreviazione standard utilizzata per le specie animali descritte da Johann Wilhelm Meigen. Categoria:Taxa classificati da Johann Wilhelm Meigen |